# روبرت شامبرز
روبرت شامبرز (19 نوفمبر 1943 في المملكة المتحدة - ) (بالإنجليزية: Robert Chambers)‏ هو لاعب كريكت بريطاني. لعب مع Hertfordshire County Cricket Club ‏ ونادي مقاطعة ستافوردشاير للكريكت ‏ ونادي جامعة كامبريدج للكريكيت ‏.

## وصلات خارجية
- روبرت شامبرز على موقع إي آس بي آن كريك إنفو (الإنجليزية)